# 앤드리아 나베도
앤드리아 나베도(Andrea Navedo, 1977년 10월 10일 ~ )는 미국의 배우이다.

## 출연 작품

### 영화
- 슈퍼패스트! (2015)

### 텔레비전
- 원 라이프 투 리브 (1995-97)
- 가이딩 라이트 (1999-2000)
- 제인 더 버진 (2014-19)